# Números superabundantes
Um número {\displaystyle n} é dito superabundante se {\displaystyle {\frac {\sigma (d)}{d}}<{\frac {\sigma (n)}{n}}} para qualquer {\displaystyle d<n}, onde {\displaystyle \sigma (n)} representa a soma dos divisores de {\displaystyle n}